# Wanda Wermińska
Wanda Wermińska, née le 18 novembre 1900 en Ukraine et décédée le 30 août 1988, est une chanteuse d'opéra (mezzo-soprano) polonaise.

## Récompenses et distinctions
- Chevalier dans l'Ordre Polonia Restituta (1955)